# صلنفه
صلنفة (به عربی: صلنفة) یک منطقهٔ مسکونی در سوریه است که در شهرستان الحفة واقع شده‌است.

## خصوصیات
صلنفة ۱٬۸۴۷ نفر جمعیت دارد و ۱٬۱۳۰ متر بالاتر از سطح دریا واقع شده‌است.